# Journal of Computational and Applied Mathematics
Ne doit pas être confondu avec International Journal of Applied and Computational Mathematics, American Journal of Computational and Applied Mathematics ou Korean Journal of Computational and Applied Mathematics.
Le Journal of Computational and Applied Mathematics est une  revue mathématique à  comité de lecture couvrant les mathématiques appliquées et computationnelles. 

## Description
Le journal a été créé en 1975 ; il est publié toutes les deux semaines (soit 18 volumes par an) par Elsevier. Les rédacteurs en chef sont (en 2022)
Luigi Brugnano (Université de Florence),
Yalchin Efendiev (Université A&M du Texas),
André Keller (Université Panthéon-Sorbonne),
Michael Ng (Université baptiste de Hong Kong),
Lucia Romani (Université de Bologne) et
Fatih Tank (Université d'Ankara). 
Le journal publie principalement des articles qui décrivent et analysent de nouvelles techniques de calcul pour résoudre des problèmes scientifiques ou techniques. L'analyse plus fine, y compris l'efficacité et l'applicabilité, des méthodes et algorithmes existants est également importante, ainsi que l'analyse rigoureuse de l'efficacité des calculs, comme la convergence, la stabilité et la précision.

## Résumés et indexation
Le journal est indexé notamment par Science Citation Index, ACM Computing Reviews, Mathematical Reviews,Computer Abstracts, Zentralblatt MATH.
Selon le Journal Citation Reports, la revue a un facteur d'impact 2020 de 2,621. D'après SCImago Journal Rank, le facteur d'impact est de 0,88 pour 2020.

## Article lié
- Liste des journaux scientifiques en mathématiques